# Friedrich Ebert
Friederich Ebert (Heidelberg, Baden-Württemberg, 1871 - Berlín, 1925) fou un polític alemany, President d'Alemanya del 1919 al 1925.

Pedra commemorativa a la plaça de l'Ajuntament a Wedel

Era baster d'ofici i tingué una intensa activitat sindicalista a Bremen, on esdevingué militant del Partit Socialdemòcrata d'Alemanya. El 1905 es traslladà a Berlín com a secretari del seu comitè central. Fou elegit diputat al Reichstag, i hi compartí el lideratge del seu partit amb Hugo Haase (1913) i amb Philipp Scheidemann (1917). Iniciada la Primera Guerra Mundial, votà a favor dels crèdits de guerra, contra el parer de l'ala esquerra del partit i de Haase, que formaren el Partit Socialista Independent el 1917. Prestà suport al canceller príncep Maximilià de Baden el 1918, i, malgrat la seva posició favorable al manteniment d'una monarquia parlamentària, acceptà, a la caiguda de Guillem II d'Alemanya, la direcció del govern provisional. Sufocà l'aixecament espartaquista (gener del 1919), i pel febrer següent fou elegit primer president de la República per l'assemblea constituent de Weimar, amb caràcter provisional. El seu mandat fou prorrogat el 1922 i morí poc abans de concloure'l. Acceptà el tractat de Versalles i intentà de mantenir una posició de centre.